# Дядя Деда
Дядя Деда (англ. Uncle Grandpa) — мультсериал в жанре комедии абсурда, повествующий о похождениях волшебного персонажа Дяди Деды — одновременно дяди и дедушки всех людей на Земле, а также его друзей. Мультсериал пронизан эстетикой сюрреализма и абсурда. Дядя дедушка также является побочным продуктом Secret Mountain Fort Awesome, который, в свою очередь, был побочным продуктом короткометражного мультфильма Cartoonstitute. Он был произведен Cartoon Network Studios.

## Сюжет
Главный герой мультсериала Дядя Деда колесит по миру в своем волшебном фургоне, навещая всех детей и подростков, чтобы проверить, как у них дела и помочь им в трудных ситуациях. У Дяди Деды есть друзья: кусок пиццы в темных солнцезащитных очках по имени Стив, говорящая поясная сумка Барсет, флегматичный динозавр мистер Гус и настоящая гигантская летающая тигра, смонтированная из реалистичной фотографии. В центре сюжета каждого из эпизодов один детский страх или проблема и его решение в стиле Дяди Деды: остроумное, абсурдное, но всегда эффективное.

## Персонажи

### Главные герои
- Дядя «Ларри»[5] Деда — титульный персонаж мультфильма, дедушка всех детей на свете, помогающий своим племянникам/внукам. Довольно глуповат. Способен бесконечно размноживаться, разбирать себя на части и собирать обратно. Всегда говорит «Доброе утро!». Часто останавливает свой фургон около дома где живёт ребёнок с какой-либо проблемой, чтобы помочь ему решить её, причем всегда самыми неординарными и сюрреалистическими способами.
- Пицца Стив — антропоморфный кусок пиццы, страдающий нарциссизмом. Не снимая носит черные солнцезащитные очки. Постоянно преувеличивает свои достижения и сочиняет небылицы о себе, в которые верит только Дядя Деда. Дружит с Дядей Дедом,  Тигрой и Барсетом. Также друг мистера Гуса, но эта дружба плохо кончается.
- Барсет — говорящая красная поясная сумка, самостоятельный персонаж мультфильма. Внутри Барсета всегда находится что-то полезное и необходимое в сложной ситуации.
- Мистер Гус — антропоморфный флегматичный динозавр. Обычно выражает самую здравомыслящую позицию среди всех персонажей. Мистер Гус очень хорошо относится к Гигантской настоящей летающей тигре. Она отвечает ему тем же и иногда даже ластится к нему (показано в "Tiger Trails" и "Bezt Frends"). Он довольно хорошо отзывается о ней, когда его спрашивают.
- Гигантская настоящая летающая тигра — реалистичная тигрица, анимированная из фотографии. Умеет летать, оставляя за собой радугу, а также ведет собственное ТВ-шоу. Озорница, что было показано в одной из серий. Раньше была русалкой.